# ビルダーバーグ会議

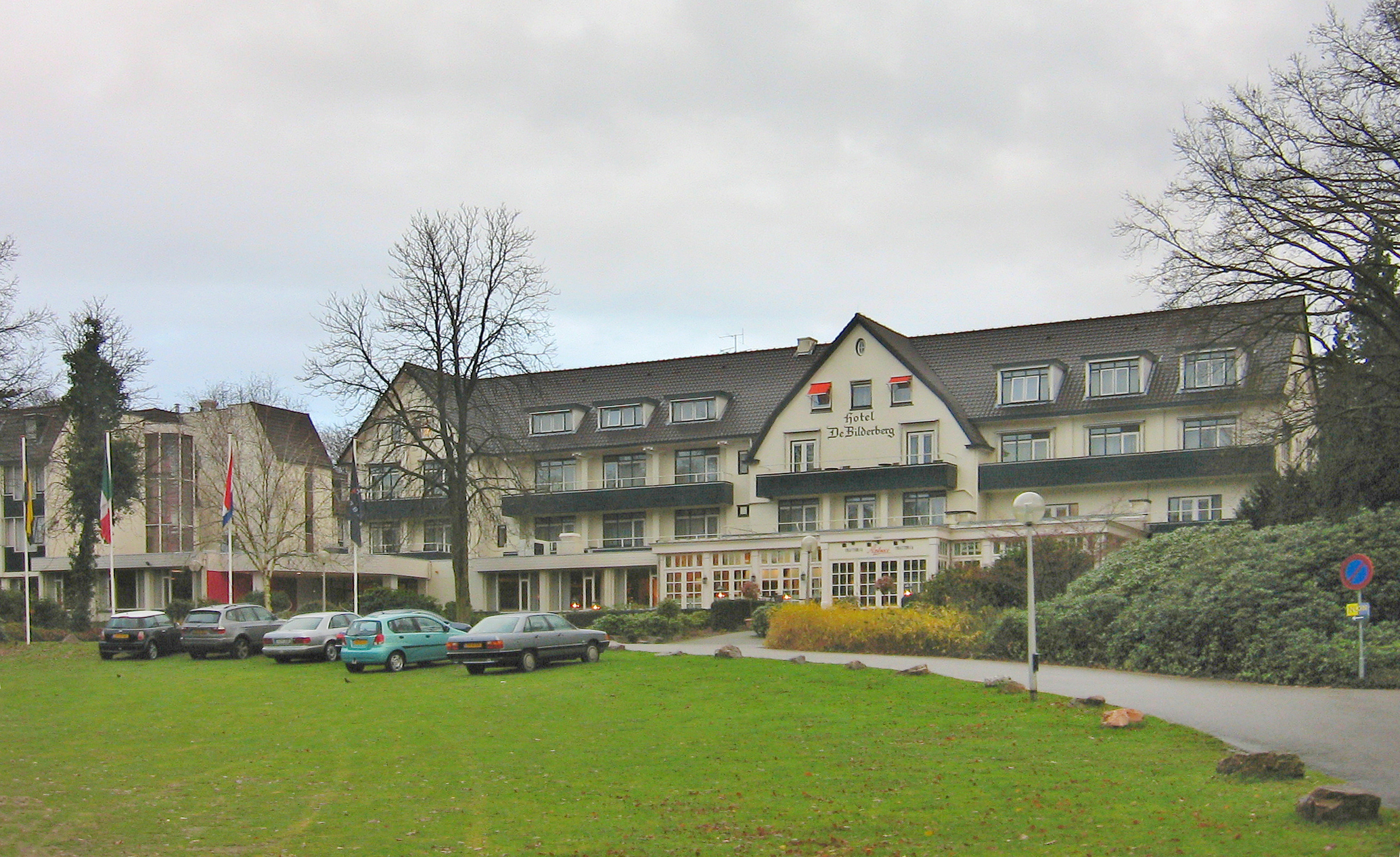
オランダのビルダーバーグホテル。1954年に最初の会議が開かれ、その名の由来となった。

ビルダーバーグ会議（ビルダーバーグかいぎ、英語：Bilderberg Meetings, Bilderberg conference, Bilderberg Group, Bilderberg Club）は、1954年から毎年1回、世界的影響力を持つ人物や企業、機関の代表が130-150人ほど集まり、世界の重要問題や今後の主に政治経済や社会等を主なテーマに完全非公開で討議する秘密会議。会議は、チャタムハウスルールの下に行われる。ビルダーバーグ・クラブ、ビルダーバーグ・グループ、ビルダーバーグ・ソサエティとも呼ばれる。参加者があまりにも世界的影響力のある有力者や著名人ばかりなので、「影の世界政府」「世界の行く末を決める会議」とも言われている。

## 概要
世界的影響力を持つ人物や企業、機関が多い北米とヨーロッパ諸国を中心に、政治家や官僚、多国籍企業・金融機関、財団の代表やヨーロッパの王族、貴族など130-150人が出席し、北米や欧州の各地で開催され、政治経済や環境問題等の多分野に渡る問題について討議する完全非公開の会議が年に一回開催される。会議は厳重な警備の下、開催地の高級ホテルを借り切って行われる。出席者リスト、議題はある程度ウェブサイトで公表され、ジャーナリストやコラムニスト等も招待されるが、会議での討議内容自体は非公開であり記事になることはない。事務局はオランダのライデン。
現在の議長は、アクサのCEO、アンリ・ドゥ・キャストール (2012年~)。外交問題評議会や 王立国際問題研究所と並び、世界を牛耳るための組織などといった陰謀論や批判の対象となることも多い。
1991年以降は、時期として5月下旬から6月上旬の期間に会議が開催されることが多くなっている。

## 歴史
ポーランドの政治活動家のジョセフ・レティンガー（Joseph Retinger） は、大西洋共同体の成立を構想し様々な活動をして来たが、当時アメリカでは、反共主義的な社会政治状況が極端に強まり、ジョセフ・マッカーシーに代表される極右翼勢力がマッカーシズム等の狂信的な反共主義でファシスト国家に変化しつつあると、まだ第二次大戦やファシズムの記憶が強いヨーロッパで反感が強くなり反アメリカ主義傾向が広がり始めていた。また共産圏では人権や民主主義への侵害や蹂躙が横行しそれらが明らかになりつつあった。こうした状況からヨーロッパの指導者たちはアメリカや共産圏に対し冷ややかなうえ、戦地になった国土の復興や様々な思惑や都合等で各国の足並みが揃わず、構想にはアメリカ、ヨーロッパ両方の存在が不可欠にもかかわらず、こうした状況では実現には程遠い状況だった。こうした状況の懸念や重要問題にはヨーロッパと北米が協調して行動するべきとの考えから、NATOや大西洋地域の有力者等で、様々な事を発言の結果を気にせず討議出来る定期的の国際的な秘密会議の創設をユニリーバの初代会長のポール・ライケンス(Paul Rykens)らと共に、オランダのベルンハルト王配 に提案した。提案と説明を受けたベルンハルト王配は、ヨーロッパ側ではベルギーの元首相のパウル・ファン・ゼーラント(Paul Van Zeeland)、フランス首相のアントワーヌ・ピネー、後にイギリスの財務大臣を務め、会議創設後は約30年間運営委員会のメンバーになる労働党のデニス・ヒーリー(Denis Winston Healey)等に働きかけた。北米側では、ハリー・S・トルーマン大統領やデイヴィッド・ロックフェラー等に会議創設に参加するよう要請した。要請を受けたトルーマン大統領は、CIA長官のウォルター・ベデル・スミス(Walter Bedell Smith)、後に国務長官に就任するジョン・フォスター・ダレス、次に大統領になるアイゼンハワーのアドバイザーを務めていたチャールズ・ダグラス・ジャクソン(Charles Douglas Jackson)、らに会議創設のサポートを指示した。また、ロスチャイルド家、アメリカのロックフェラー家、スウェーデンのヴァレンベリ家等の経済界の有力者の参加とサポートを取り付け、ベルンハルト王配の主導によって創設された。創設に際してアメリカ側では、ジャクソン、ロックフェラー、ジャック・ハインツ、フォード財団等が主導した。
第1回会議は1954年5月29日から31日にかけて、オランダヘルダーラント州レンクムのオーステルベーク（Oosterbeek） にあるビルダーバーグホテル（the Hotel de Bilderberg） で開かれた。第1回会議は、3日間の予定で毎日1回3時間の会議を2回計6回開くスケジュールが予定され、会議内の公用語は英語とフランス語が指定された。この第1回会議では、会場になったビルダーバーグホテルが貸し切りにされただけでなく、周辺の他の2つのホテル、en(Fletcher Hotel-Restaurant Wolfheze)とHotel 's Koonings Jaghtも指定された。参加者は、宿泊のホテル代、食事、オランダ到着地点から指定ホテルまでと、会場ホテル以外を指定された参加者は宿泊ホテルと会場のビルダーバーグホテルまでの車での移動が提供された。その他、案内状に記載された以外の追加料金はそれぞれ参加者に請求された。朝食は滞在しているホテルで提供され、ランチとディナーは会場のビルダーバーグホテルで提供された。参加者は最終的にヨーロッパ11ヶ国から、ベルンハルト王配、レティンガーら50名、アメリカからは、ジャクソン、ロックフェラー、ハインツら11名が参加した。フォード財団からはこの第1回会議に3万ドルが資金提供された。同財団はその後も何回か会議に資金を提供した。
EUとユーロはこの会議で決められた後、各国に働きかけ創設されたと言われる。また、オイルショックも1973年のこの会議で計画されたと言われる。
冷戦中に、欧州の北大西洋条約機構（NATO）加盟国と米国の橋渡しを目指したとされる。

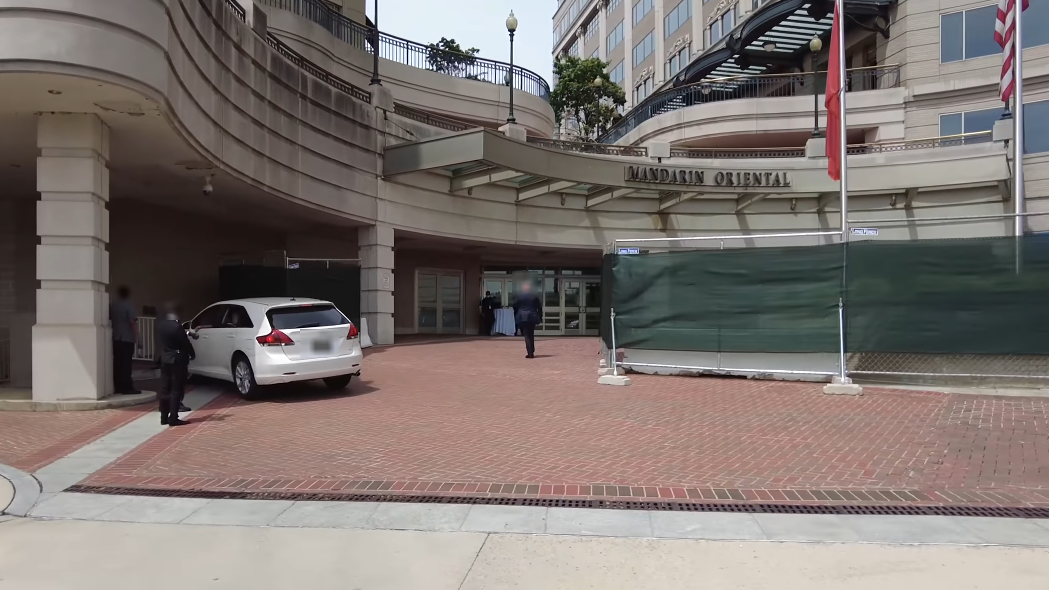
2022年にワシントンD.Cで行われた会議

1970年代頃からその存在を一般に知られるようになった。

## ビルダーバーグ会議の歴代議長
- ベルンハルト王配 (1954–1975) オランダ
- ヘイゼルのヒューム男爵サー・アレック・ダグラス＝ヒューム (1977-1980) イギリス (イギリス元首相)
- ヴァルター・シェール (1981-1985) ドイツ (西ドイツ第4代連邦大統領)
- イプスデンのロール男爵エリック・ロール（英語版） (Eric Roll, Baron Roll of Ipsden) イギリス(1986–1989)
- 第6代キャリントン男爵ピーター・キャリントン (1990–1998) イギリス(イギリス元外務英連邦大臣)
- ダヴィニオン子爵エティエンヌ・ダヴィニオン（英語版） (Étienne Francois Jacques Davignon, Viscount Davignon) (1999–2011) ベルギー
- アンリ・ドゥ・キャストール（英語版） (Henri de Castries) (2012~) フランス（ゼネラル・アトランティック会長兼最高経営責任者、元AXA会長兼最高経営責任者）

## ビルダーバーグ会議の参加者
出席者のおよそ2/3が多国籍企業ないし多国籍金融機関の経営者、国際メディア、およそ1/3が各国の政治家と言われている。毎年、アメリカから30人、欧州各国から80人、国際機関(国連や国際通貨基金)などから10人とも言われている。また、著名な大企業であっても自薦では参加者を送ることが出来ないと言われている。CIAやNSAの長官、アメリカ軍統合参謀本部議長等が参加している。
ビルダーバーグ会議は、世界的影響力を持つ人物や企業、機関のエキスパートによる会議であり、そうした人物の少ない非欧米諸国からの出席者は少ない。当初は、ヨーロッパと北米間の対話促進を会議の目的として開催されたが、グローバル化等を推し進めて行くに従い、多様な国やメンバーを招待するようになっていた。欧米以外の地域からの参加者は、イラン、イラク、ニュージーランド、イスラエル、パキスタン、ベネズエラ等の国籍が確認されている。2011年のスイス・サンモリッツでの会議には中国から当時の外務次官傅瑩が参加した。また、2009年にアテネで開かれた会議には、ロシアのウラジーミル・プーチン大統領が参加した。
有力なIT企業関係者としては、Google会長のエリックシュミットや、ピーターティールらが毎年出席している。また学術関係では、オックスフォード大学の哲学者ニックボストロムや、アムステルダム大学の理論物理学者ロベルト・ダイクラーフの参加が確認されたこともある。
日本人や日本関係の招待は、表向きは、天皇、皇族、政財界及び企業を含め、今まで一度も招待も確認もされていない。2009年にアテネで開かれた会議に、当時国際エネルギー機関事務局長を務めていた田中伸男が参加しているが、同機関の代表、エネルギー関係の参考人としての出席であり、日本の関係者や日本人としての参加ではない。

### 王族
オランダ
- ベアトリクス女王 前オランダ女王 会議主催者
- クラウス・フォン・アムスベルク ベアトリクス女王王配
- ウィレム＝アレクサンダー 現オランダ国王

イギリス
- エディンバラ公フィリップ王配 エリザベス女王王配 (1965-1967)
- チャールズ3世 現イギリス国王 (1986)

ベルギー
- フィリップ国王 ベルギー国王 (1992.1993.1996.2007-2009.2012)

スペイン
- フアン・カルロス1世 前スペイン国王 (1989.2004)
- ソフィア・デ・グレシア 前スペイン王妃 (1989-1992.1996.2008-2011.2014)
- クリスティーナ スペイン王女

スウェーデン
- カール16世グスタフ スウェーデン国王 (1995)

デンマーク
- アンリ・ド・ラボルド・ド・モンペザ デンマーク女王マルグレーテ2世王配 (1966)
- デンマーク王子アクセル (1955.1957)

ノルウェー
- ハーラル5世 ノルウェー国王 (1984)
- ホーコン王太子 、ノルウェー王太子 (2011)

リヒテンシュタイン
- ハンス・アダム2世 リヒテンシュタイン公 (1985-1987)

ルクセンブルク
- ジャン大公 前ルクセンブルク大公 (1994)

バチカン
- ピエトロ・パロリン枢機卿 バチカン市国国務長官 (2018)

### 関係者の出席が確認された民間企業、メディア
※以下個人名を控える
アメリカ
- アマゾン
- グーグル
- ファイザー
- マイクロソフト
- OpenAI
- フェイスブック
- ファイナンシャルタイムズ
- ハインツ(食品加工会社)
- ペイパル
- パランティア
- スターバックス
- リンクドイン
- ワシントンポスト
- NBCニュース
- ワーナー ブラザーズ

ヨーロッパ
- アルコア
- エアバス
- ASML
- AXA
- BAE システムズ
- BPオイル
- BASF
- DeepMind
- ダイムラー
- ドイツテレコム
- グラクソスミスクライン
- HSBC
- メルク
- ノバルティス
- ネスレ
- ロイヤル・ダッチ・シェル
- フィアット・クライスラー
- シーメンス
- チューリッヒ保険

### 関係者の出席が確認された政府機関
アメリカ
- 中央情報局
- 国家安全保障局
- 国防総省 防衛政策委員会諮問委員会
- 国防高等研究計画局
- 商務省
- 国務省
- 外交問題評議会
- 財務省
- アメリカ合衆国下院
- 連邦準備制度理事会
- 航空宇宙局ジョンソン宇宙センター

ヨーロッパ
- 欧州議会
- 欧州中央銀行
- 欧州中央銀行執行委員会
- 欧州連合(EU)、欧州連合軍
- 英国特殊作戦執行部(※かつて存在した)
- 英国政府通信本部
- 英国財務省
- フランス対外安全保障総局

中国
- 中華人民共和国外交部(外務省)

### 関係者の出席が確認された金融機関、証券会社
- イングランド銀行
- スイス国立銀行
- ギリシャ国立銀行
- ドイツ銀行
- シティバンク
- BlackRock
- ゴールドマンサックス
- JPモルガン・チェース(チェース・マンハッタン銀行)
- ラザード

### 関係者の出席が確認された学術機関、非営利組織
アメリカ
- ハーバード大学
- マサチューセッツ工科大学
- プリンストン高等研究所
- ハドソン研究所
- クーラント数学研究所
- スタンフォード大学 エネルギー科学工学

ヨーロッパ
- マックス・プランク知能システム研究所
- マックス・プランク感染生物学研究所
- ロンドン大学
- ピーターソン国際経済研究所
- オックスフォード大学

中国
- 北京大学中国経済研究センター

### 関係者の出席が確認された国際機関
- 世界経済フォーラム
- NATO事務局、NATO連合軍
- 国連
- 国際通貨基金(IMF)
- 世界銀行
- 世界貿易機関
- 化学兵器禁止機関
- 国際エネルギー機関
- 国連世界食糧計画

## ビルダーバーグ会議の開催地
ビルダーバーグ会議は基本的に年に1回開催されている。開催前日に開催地が公式Webページにて公表される。参加者には運営委員会から招待状が届き、事前に知らされる。
- 1954年 (5月29日-31日)　オランダ・オーステルベーク、ビルダーバーグホテル
- 1955年 (3月18日-20日)　フランス・バルビゾン
- 1955年 (9月23日-25日)　西ドイツ・ガルミッシュ＝パルテンキルヒェン
- 1956年 (5月11日-13日)　デンマーク
- 1957年 (2月15日-17日)　アメリカ合衆国・ジョージア州セントサイモン島
- 1957年 (10月4日-6日)　イタリア・ラツィオ州フィウッジ
- 1958年 (9月13日-15日)　イギリス・ダービーシャーバクストン
- 1959年 (9月18日-20日)　トルコ・イスタンブール
- 1960年 (5月28日-29日)　スイス・ニトヴァルデン準州ビュルゲンシュトック、パレスホテル
- 1961年 (4月21日-23日)　カナダ・ケベック州
- 1962年 (5月18日-20日)　スウェーデン・サルショバーデン
- 1963年 (5月29日-31日)　フランス・カンヌ
- 1964年 (3月20日-22日)　アメリカ合衆国・バージニア州ウィリアムズバーグ
- 1965年 (4月2日-4日)　イタリア・ロンバルディア州チェルノッビオ
- 1966年 (3月25日-27日)　西ドイツ・ヴィースバーデン
- 1967年 (3月31日-4月2日)　イギリス・ケンブリッジ
- 1968年 (4月26日-28日)　カナダ・ケベック州モントランブラン
- 1969年 (5月9日-11日)　デンマーク・ヘルシンゲル
- 1970年 (4月17日-19日)　スイス
- 1971年 (4月23日-25日)　アメリカ合衆国・バーモント州ウッドストック
- 1972年 (4月21日-23日)　ベルギー・クノック
- 1973年 (5月11日-13日)　スウェーデン
- 1974年 (4月19日-21日)　フランス・オート＝サヴォワ県メジェーヴ
- 1975年 (4月22日-24日)　トルコ・イズミル
- 1976年 （ロッキード事件のため中止[注釈 7]）
- 1977年 (4月22日-24日)　イギリス・デヴォン州トーキー
- 1978年 (4月21日-23日)　アメリカ合衆国・ニュージャージー州プリンストン
- 1979年 (4月27日-29日)　オーストリア・バーデン・バイ・ウィーン
- 1980年 (4月18日-20日)　西ドイツ・アーヘン
- 1981年 (5月15日-17日)　スイス・ニトヴァルデン準州ビュルゲンシュトック、パレスホテル
- 1982年 (5月14日-16日)　ノルウェー・ヴェストフォル県サンデフィヨルド
- 1983年 (5月13日-15日)　カナダ・ケベック州モンテベロ
- 1984年 (5月11日-13日)　スウェーデン・サルショバーデン
- 1985年 (5月10日-12日)　アメリカ合衆国・ニューヨーク
- 1986年 (4月25日-27日)　イギリス・スコットランド、グレンイーグルス
- 1987年 (4月24日-26日)　イタリア・ロンバルディア州チェルノッビオ
- 1988年 (6月3日-5日)　オーストリア
- 1989年 (5月12日-14日)　スペイン・トシャ島（オ・グローベ、ガリシア州）
- 1990年 (5月11日-13日)　アメリカ合衆国・ニューヨーク州グレンコーヴ
- 1991年 (6月6日-9日)　ドイツ・バーデン＝バーデン
- 1992年 (5月21日-24日)　フランス・エヴィアン＝レ＝バン
- 1993年 (4月22日-25日)　ギリシア・ブリアグメニ
- 1994年 (6月2日-5日)　フィンランド・ヘルシンキ
- 1995年 (6月8日-11日)　スイス・ニトヴァルデン準州ビュルゲンシュトック、パレスホテル
- 1996年 (5月30日-6月2日)　カナダ・オンタリオ州キングシティー
- 1997年 (6月12日-15日)　アメリカ合衆国・ジョージア州レイク・レイニエ
- 1998年 (5月14日-17日)　イギリス・スコットランド、ターンベリー
- 1999年 (6月3日-6日)　ポルトガル、シントラ
- 2000年 (6月1日-4日)　ベルギー、ブリュッセル郊外
- 2001年 (5月24日-27日)　スウェーデン ステヌングスンドホテル ステヌングスンド
- 2002年 (5月30日-6月2日)　アメリカ合衆国・バージニア州チャンティリー
- 2003年 (5月15日-18日)　フランス・ベルサイユ
- 2004年 (6月3日-6日)　イタリア・ピエモンテ州ストレーザ
- 2005年 (5月5日-8日)　ドイツ・ロッタッハエゲルン
- 2006年 (6月8日-11日)　カナダ・オンタリオ州オタワ郊外カナタ、ブルックストリートホテル
- 2007年 (5月31日-6月3日)　トルコ・イスタンブール、リッツ・カールトンホテル
- 2008年 (6月5日-8日)　アメリカ合衆国・バージニア州チャンティリー
- 2009年 (5月14日-16日)　ギリシア・アテネ[5][6][7]
- 2010年 (6月3日-6日)　スペイン・シッチェス ホテルドルチェ シッチェス
- 2011年 (6月9日-12日)　スイス・サンモリッツ、スヴレッタ・ハウス
- 2012年 (5月31日-6月3日) アメリカ合衆国・バージニア州チャンティリー、ウエストフィールズ・マリオットホテル
- 2013年 (6月6日-6月9日) イギリス・ワットフォード、グローブホテル
- 2014年 (5月31日-6月2日) デンマーク・コペンハーゲン、マリオットホテル
- 2015年 (6月11日-14日) オーストリア・チロル テルフス、インターアルペン ホテル・チロル
- 2016年 (6月9日-12日) ドイツ・ドレスデン、ホテル タッシェンベルクパレス ケンピンスキー
- 2017年 (6月1日-4日) アメリカ合衆国・バージニア州チャンティリー、ウエストフィールズ・マリオットホテル
- 2018年 (7月7日-10日)　イタリア・トリノ、NHトリノ リンゴットコングレス
- 2019年 (5月30日-6月2日) スイス・モントルー、ホテル・モントルー パレス
- 2020年 (COVID-19に関する一連の騒動で中止)
- 2021年 (2020年から続くCOVID-19で同じく中止)
- 2022年 (6月2日-5日)　アメリカ合衆国・ワシントンD.C. 、マンダリン オリエンタル ワシントン DC
- 2023年 (5月18日-21日)　ポルトガル・リスボン、ペスターナ パレス ホテル
- 2024年 (5月30日-6月2日)　スペイン・マドリード、ユーロスターズ スイーツ ミラシエラホテル
- 2025年 (6月12日-15日)　スウェーデン・ストックホルム

## 参加者によるビルダーバーグ会議についての発言や言及
ビルダーバーグ会議は、前述の様に非公開の秘密会議なので参加者による会議についての発言や言及は極めて少ないが、何人かの参加者はインタビューや著書で会議について語っている。
- デイヴィッド・ロックフェラーは自叙伝及び盛田昭夫との対談でビルダーバーグ会議について述べている[8]。また、自著で「ビルダーバーグは本当に、きわめて興味深い討論グループで、年に一度ヨーロッパと北アメリカの両方にとって重要な問題を論じ合っている―ただし、合意に達することはない。」 と述べている[9]。
- 会議の創設に関わり後に財務大臣を務めるイギリス労働党のデニス・ヒーリーは会議について「世界統一政府の樹立にまい進していたというのは言い過ぎだが、あながち見当違いというわけでもない。われわれビルダーバーグ会議では、無益な戦いや殺し合いを永遠に続けて何百万もの難民を生み出すわけにはいかないと思っていた。それなら、全世界を一つのコミュニティにすればいいのではないかと考えたこともある」[10]
- アメリカ側で会議の創設に関り第一回の会議にも参加した、チャールズ・ダグラス・ジャクソン（英語版）(Charles Douglas Jackson)は、ファシズム化してきたアメリカの過熱する反共主義やマッカーシズムについて、第一回の会議の席上ヨーロッパ側からの相次ぐ懸念や説明を求められ、反共主義やマッカーシズムは、本来アメリカ的では無い上、アメリカにとっても立場を悪くし様々な方面での障害になっているとして次の様に発言した。  "Whether McCarthy dies by an assassin's bullet or is eliminated in the normal American way of getting rid of boils on body politics, I prophesy that by the time we hold our next meeting he will be gone from the American scene." (マッカーシーが、暗殺者の弾で死ぬにしろ、通常アメリカが不要物を取り除く方法によって処理されるにしろ、我々の次の会議が開催される時までには、彼がアメリカから消え去っていることを私は予言する)[11] 事実マッカーシーは会議の直後失脚し1957年5月2日に死去した。死因は多年に渡る飲酒が原因の急性肝炎との事だった。

## ビルダーバーグ会議に対する批判
- 王制を採用しているヨーロッパの殆どの国は、王、王族の政治的な発言や行動を慣習や憲法等で禁止されているにもかかわらず、招待や出席を求められると、それにもかかわらず、ヨーロッパの殆どの王や王太子の出席、参加が確認されている。

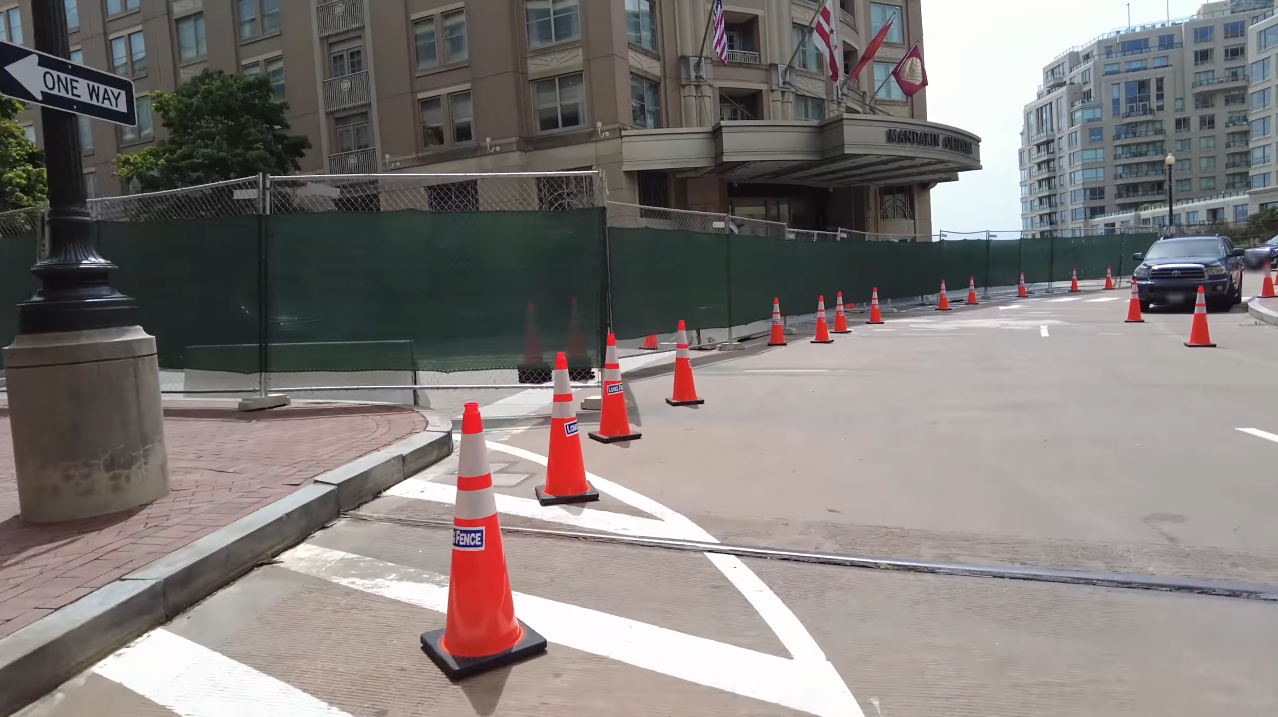
会場となるホテルの周辺を取り囲むフェンス

- 会場となるホテルの周辺を取り囲むフェンス非公式の私的な会議なのに、開催される国では毎年私的に集まった参加者の為に警備費用等に多額の公費を使っている等。
- 民主主義国では、本来市民ないし選挙で選ばれた代表によって政策等を決定するにもかかわらず、市民や選挙で選ばれた訳でも無い極少数の招待を受けたものが、非公開の密室で政策どころか国の行く末まで勝手に決めている等。

## ビルダーバーグ会議についての諸説
第二次世界大戦後の大西洋関係の再構築にビルダーバーク会議は極めて重要な役割を果たしたとする見解がある。

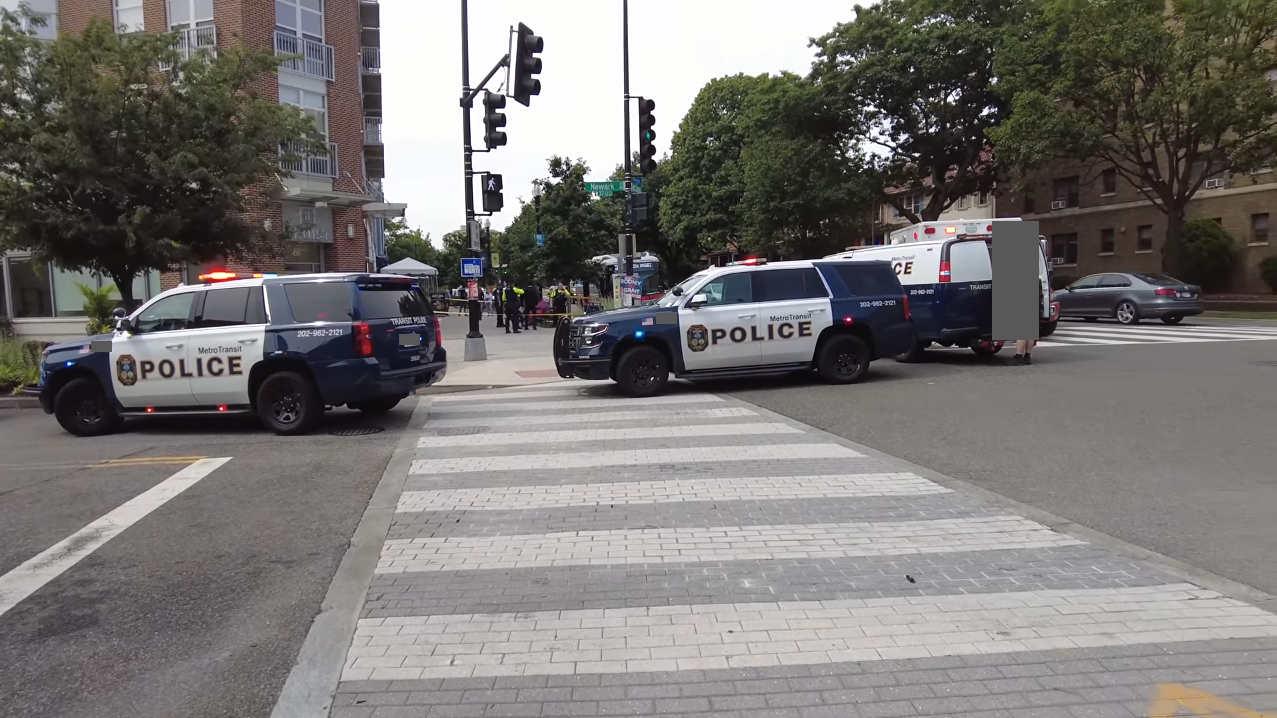
会場周辺を警備する多数の警察車両

王立国際問題研究所、外交問題評議会、三極委員会とも関係がある。ビルダーバーグ会議出席者とこれらの組織のメンバーには重複が認められる。ビルダーバーグ会議の情報は重複するメンバーによって下部組織に伝達されると見る説がある。
ビルダーバーグ会議が日本の受け入れを拒否したため、1973年に日米欧委員会（2000年より三極委員会）が設立されたと言われている。
リップルウッド（ティモシー・コリンズ）の背後にはビルダーバーグ会議が存在すると言う。
1991年の会議には、当時アーカンソー州知事だったビル・クリントンが招待された。クリントンは会議の1年半後の1993年1月にアメリカ大統領に就任した。1993年の会議にはイギリス労働党のトニー・ブレアが招待された。ブレアは会議の4年後の1997年5月にイギリス首相に就任した。
メンバーの中心は、デイヴィッド・ロックフェラーやキッシンジャーなどの中道派（国際協調主義）である。ネオコンと呼ばれる人々にも会議の常連が存在する。G7、NATO、EU等の首脳会議の決定に会議で話し合われたことが影響を与えるという指摘や、メンバーが外交問題評議会とかなり重複しているという指摘があると言う。
アレックス・ジョーンズはドキュメンタリー「Endgame: Blueprint for Global Enslavement」でビルダーバーグ会議を扱っている。

### 陰謀論等
ダニエル・エスチューリン（Daniel Estulin）は以下のように主張している。
- 「ビルダーバーグはMI6の創造物で、RIIAの指令下にある」と上流階級ではささやかれている。
- 各年のビルダーバーグ会議の決定に従って、各国政府、財界への工作、メディアを通じた世論操作が発動される。
- その都度、議論されるトピックは国際政治経済状況により異なるが、最終目標は、あくまでも欧米による世界統一権力の樹立である。そのための手段として、メディアおよびネットの国際的支配、国民総背番号制[注釈 9] と「人体埋め込みチップ」[17]、ネットによる大衆監視、暗号通貨システムを通じた国際通貨統合、人口抑制といったサブ・テーマが継続的に取り扱われている。
- 9.11以降、米国・ネオコン派に対して米国・非ネオコン派および欧州派の意見対立がある。
- 1997年の会議でビルダーバーグでは、カナダからケベック州を分離した残部をアメリカに統合する計画を検討する予定であったが、ダニエル・エスチューリン、ジェームス・P・タッカー（Jim P.Tucker,Jr）[注釈 10] らの活動により、「トロント・スター」紙をはじめとするカナダのマスコミが大々的にビルダーバーグ会議について報道するに至った。それが国際世論の注目を集めたことにより、計画は頓挫した。その結果、ダニエル・エスチューリンは暗殺されかけた[18]。